# Beira Baixa (Comunidad intermunicipal)

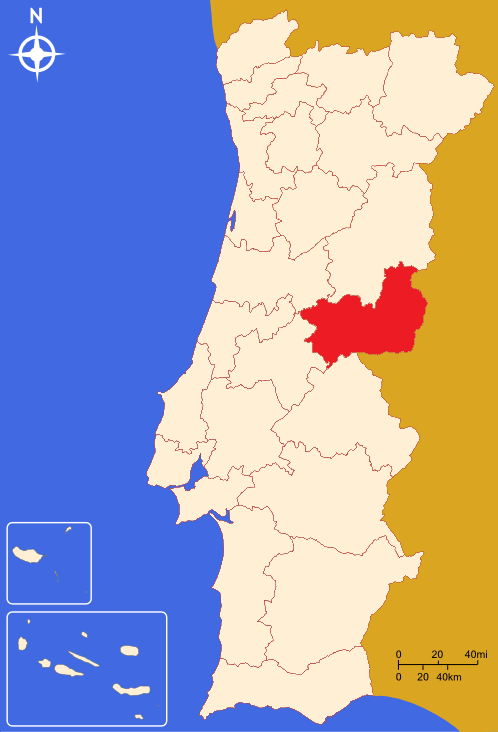
Comunidad Intermunicipal de Beira Baixa

La Comunidad Intermunicipal de Beira Baixa (CIMBB), establecida oficialmente en marzo de 2009, en virtud de la Ley Nº 45/2008 de 27 de agosto, como Comunidad Intermunicipal da Beira Interior Sul (Cimbis) es una asociación pública de las autoridades locales, dirigida a la búsqueda conjunta de las respectivas funciones y el cumplimiento de interés común para los municipios que la integran. El CIMBB rige desde octubre de 2013, tras los cambios legales de la Ley Nº 75/2013 de 12 de septiembre, por sus Estatutos y por las demás disposiciones legales aplicables.
El ámbito geográfico de CIMBB, el nuevo nivel de unidad territorial Estadísticas III (NUT III) Beira Baixa, comprende los municipios de Castelo Branco, Idanha-a-Nova, Oleiros, Penamacor, Proença-a-Nova y Vila Velha de Ródão, y cubre una población de 89 063 habitantes en un área de 4 615 km². Tiene una densidad de 19,3 hab./km².